# Shawan, Gansu
Shawan (kinesiska: 沙湾) är en köping i nordvästra Kina. Den ligger i Dangchang härad i staden Longnan i provinsen Gansu, omkring 280 kilometer söder om provinshuvudstaden Lanzhou. Antalet invånare är 21 551. Befolkningen består av 10 200 kvinnor och 11 351 män. Barn under 15 år utgör 22,0 %, vuxna 15-64 år 69 %, och äldre över 65 år 8,0 %.